# Staatsvertrag über Bildschirmtext
Der Staatsvertrag über Bildschirmtext (kurz Bildschirmtext-Staatsvertrag, Btx-Staatsvertrag oder BtxStV) war ein Staatsvertrag zwischen allen deutschen Bundesländern, der 1997 außer Kraft trat. Er sollte für die Anfang der 1980er Jahre in der Bundesrepublik Deutschland eingeführten Bildschirmtextangebote einen bundeseinheitlichen Rechtsrahmen schaffen.

## Geschichte
Der Bildschirmtext-Staatsvertrag wurde am 18. März 1983 von den Ministerpräsidenten der Bundesländer unterzeichnet. Vorausgegangen waren Kompetenzstreitigkeiten zwischen Ländern, Bund und Deutscher Bundespost. Nach Auffassung der vertragsschließenden Länder war das Bildschirmtextsystem ein "neues Medium, bei dem es nicht um klar abgegrenzte Individualkommunikation, sondern um einen ambivalenten, in eine überindividuelle Kommunikation übergehenden Dienst" ging. Weder das Presserecht (Stichwort: elektronische Presse), noch das Rundfunkrecht (Stichwort: Rundfunkbegriff) sei einschlägig.
Der BtxStV wurde 1991 novelliert. Er trat am 1. August 1997 außer Kraft. Nachfolgeregelungen fanden sich im – deutlich umfassender angelegten – Staatsvertrag über Mediendienste der Länder, der zusammen mit dem Teledienstegesetz des Bundes die Internetentwicklung seit Anfang der 1990er Jahre rechtlich nachvollzog.

## Regelungsbereiche
Der Geltungsbereich des Staatsvertrages war eröffnet, wenn ein "Bildschirmtext" vorlag (§ 1 BtxStV). Dieser Rechtsbegriff bezeichnete ein
- für jeden als Teilnehmer und als Anbieter zur inhaltlichen Nutzung bestimmtes Informations- und Kommunikationssystem,
- bei dem Informationen und andere Dienste für alle Teilnehmer oder Teilnehmergruppen (Angebote) und Einzelmitteilungen
- elektronisch zum Abruf gespeichert,
- unter Benutzung des öffentlichen Fernmeldenetzes und von Bildschirmtextvermittlungsstellen oder vergleichbaren technischen Vermittlungseinrichtungen individuell abgerufen und
- typischerweise auf dem Bildschirm sichtbar gemacht werden konnten.

Bewegtbildübertragungen wurden vom Anwendungsbereich des Btx-Staatsvertrages ausgenommen. Für Bestellungen, den Bankverkehr und geschlossene Teilnehmergruppen war der Geltungsbereich des Btx-Staatsvertrages beschränkt (§ 3 BtxStV).
Wesentliche Inhalte des BtxStV waren:
- Grundsätzliches Beteiligungsrecht für jedermann als Anbieter oder Teilnehmer (§ 2 BtxStV)
- Pflicht zur Anbieterkennzeichnung (§ 5 BtxStV)
- Sorgfaltspflichten der Anbieter (§ 6 BtxStV)
- Pflicht der Anbieter zur Gegendarstellung (§ 7 BtxStV)
- Werbung, Jugendschutz, Datenschutz (§§ 8–10 BtxStV)